# 格里什科韋
49°47′17″N 35°13′9″E / 49.78806°N 35.21917°E
赫里什科韋（烏克蘭語：Гришкове）是位於烏克蘭東部的村莊，由哈爾科夫州博霍杜希夫區的科洛馬克市鎮負責管轄。該村處於科洛馬克河右岸，距離下里夫尼3公里，始建於1800年，面積0.38平方公里，海拔高度113米，2001年人口72。